# Christer Engberg
Krister (Christer) Sven Ivar Engberg, född 21 juni 1957 i Gävle, är en svensk musiker och regissör. 

## Biografi
Engberg, som på 1970-talet var medlem i Anton Svedbergs Swängjäng, har även arbetat som lärare vid den gymnasiala yrkesutbildningen Filmarbetarprogrammet i Luleå kommun.

## Filmografi

### Regi i urval
- 1997 – Vildängel
- 1999 – Lusten till ett liv

### Filmmanus i urval
- 1997 – Vildängel

### Filmmusik
- 1996 – Stålbadet
- 1997 – Vildängel
- 1999 – Lusten till ett liv
- 2000 – Knockout

## Teater

### Regi
| År   | Produktion                                 | Upphovsmän                      | Teater             |
| ---- | ------------------------------------------ | ------------------------------- | ------------------ |
| 2010 | Tisdagarna med Morrie Tuesdays with Morrie | Mitch Albom och Jeffrey Hatcher | Teateri, Jönköping |